# Giuseppe Ficco
Giuseppe Ficco (Carbonara di Bari, 26 agosto 1974) è un ex sollevatore italiano.

## Biografia
Nato nel 1974 a Carbonara di Bari, quartiere barese, gareggiava nei pesi leggeri (69 kg).
A 26 anni ha partecipato ai Giochi olimpici di Sydney 2000, nei 69 kg, arrivando 13º con 302,5 kg alzati, dei quali 132,5 kg nello strappo e 170 nello slancio.
È lo zio di Cristiano Ficco, anche lui sollevatore.